# بريطانيا الجديدة
بريطانيا الجديدة (بالإنجليزية: New Britain) أو (بلغة توك بيسين: Niu Briten) هي أكبر جزيرة في أرخبيل بيسمارك وبابوا نيو غينيا. وهي منفصلة عن غينيا الجديدة بالزاوية الشمالية الغربية لبحر سليمان (أو بجزيرة أومبوي ومضيقي دامبير وفيتياز) وعن أيرلندا الجديدة من خلال قناة سانت جورج. البلدات الرئيسية في بريطانيا الجديدة هي راباول/كوكوبو وكيمبي. تبلغ الجزيرة حجم تايوان تقريباً. وفي ما مضى كانت جزءاً من غينيا الجديدة الألمانية، باسم Neupommern («بوميرانيا الجديدة»).
من القواسم المشتركة لها مع معظم جزر بيسمارك، أنها تشكلّت إلى حد كبير من خلال العمليات البركانية ولديها براكين نشطة بما في ذلك أولاون (أعلى بركان على المستوى المحلي)، لانجيلا، مجموعة غاربونا، سلسلة سولو، والبركانين تافورفور وفولكان من راباول كالديرا. دمر ثوران بركاني كبير لتافورفور في 1994 راباول عاصمة مقاطعة شرق بريطانيا الجديدة. لا تزال معظم المدينة ترقد تحت أمتار من الرماد البركاني ونُقلت العاصمة إلى كوكوبو القريبة.

## معلومات جغرافية

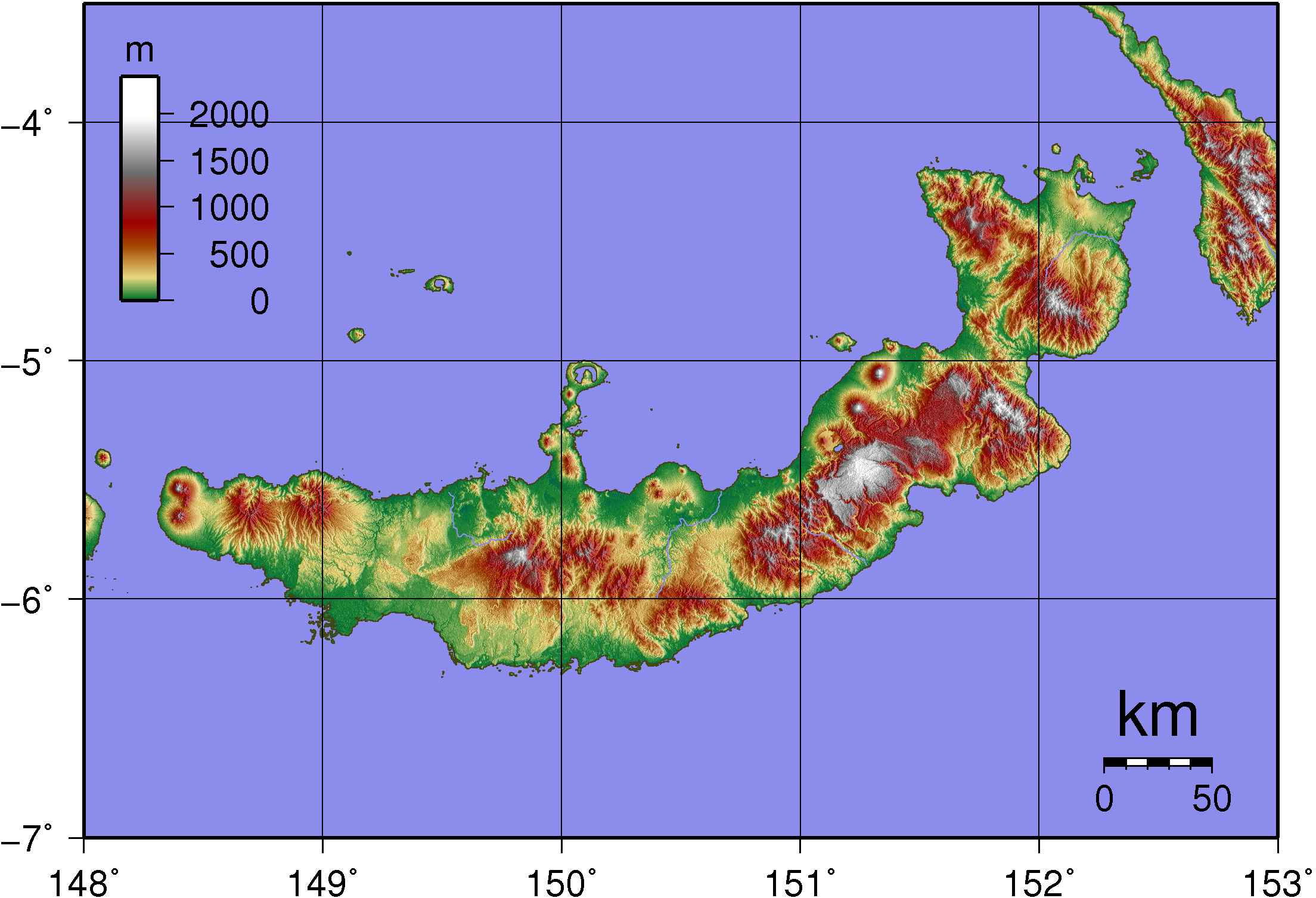
طوبوغرافيا نيو بريتين

تمتد بريطانيا الجديدة بين خطي الطولي 148°18'31«إلى 152°23'57» شرقًا وخطي العرض 4°08'25«إلى 6°18'31» جنوبًا. وهي تأخذ شكل الهلال، وطولها حوالي 520 كـم (320 ميل) بطول خط الساحل الجنوبي الشرقي لها، وعرضها من 29 إلى 146 كم (18–91 ميل)، بدون تضمين شبه جزيرة مركزية صغيرة بها. المسافة عبر الخط الجوي من الغرب إلى الشرق هي 477 كـم (296 ميل). وتحتل هذه الجزيرة الموقع الثامن والثلاثين بين أكبر الجزر في العالم، حيث إن مساحتها 36,520 كـم2 (14,100 ميل2).
وهناك منحدرات حادة من بعض الأقسام في خط الساحل، وفي بعض الأقسام الأخرى، تكون الجبال نحو الداخل بشكل أكبر، وتكون المنطقة الساحلية مسطحة وتحيط بها الشعاب المرجانية. وأعلى نقطة فيها، والتي يصل ارتفاعها إلى 2,438 م (7,999 قدم)، هي جبل سينويت في سلسلة جبال بينينج في الشرق. ومعظم التضاريس تغطيها الغابات الاستوائية المطيرة وتتم تغذية العديد من الأنهار من خلال الأمطار الكثيفة.

## الأقسام الإدارية
وتكون بريطانيا الجديدة جزءًا من منطقة الجزر، وهي واحدة من أربع مناطق في بابوا نيو غينيا. وهي تضم الأراضي اليابسة لمنطقتين:
- بريطانيا الجديدة الشرقية والتي مقرها في كوكوبو (كان المقر في راباول من قبل)
- بريطانيا الجديدة الغربية والتي مقرها في كيمبي

## معلومات تاريخية

### 1700-1914
كان ويليام دمبير أول أوروبي عرف أنه زار بريطانيا الجديدة في السابع والعشرين من فبراير عام 1700: وقد أطلق على الجزيرة الاسم اللاتيني نوفا بريتانيا (Nova Britannia)، (بالإنجليزية: بريطانيا الجديدة).
في نوفمبر من عام 1884، أعلنت ألمانيا وصايتها على أرخبيل بريطانيا الجديدة، وقد أطلقت الإدارة الاستعمارية الألمانية على بريطانيا الجديدة اسم نيوبوميرن (أو Neu-Pommern، «نيو بوميرانيا») وعلى أيرلندا الجديدة اسم نيوميكلينبرغ (Neumecklenburg) أو «مكلنبورغ الجديدة» على التوالي وأعيد تسمية مجموعة الجزر كاملة إلى اسم أرخبيل بيسمارك. وقد أصبحت بريطانيا الجديدة جزءاً من غينيا الجديدة الألمانية.
وفي 1909، قُدر عدد السكان الأصليين بحوالي 190,000 نسمة، وكان عدد السكان الأجانب 773 (منهم 474 من البيض). وكان السكان من المغتربين يقتصرون على وجه الخصوص على شبه جزيرة غازيل في الشمال الشرقي، والتي اشتملت على العاصمة هيربيرتشوهي (حالياً كوكوبو). وفي ذلك الحين، كان قد تم تحويل 5,448 هكتارا (13,464 فدانا) إلى الزراعة، خصوصًا لزراعة لب جوز الهند المجفف والقطن والقهوة والمطاط. وفي البداية، تجنب الغربيون استكشاف المناطق الداخلية في البداية، لأنهم كانوا يعتقدون أن السكان الأصليين مولعون بالحرب ويمكن أن يقاوموا الدخلاء بشراسة.

### الحرب العالمية الأولى
في الحادي عشر من سبتمبر عام 1914، أصبحت بريطانيا الجديدة موقعًا أول معارك الحرب العالمية الأولى عندما استقرت قوات البحرية وسلاح المشاة العسكريين الأسترالية على الجزيرة. وقد تمكنوا من التفوق على القوات الألمانية بسرعة كبيرة، واحتلوا الجزيرة خلال فترة الحرب.

### بين الحربين العالميتين
في عام 1920، قامت عصبة الأمم بتضمين بريطانيا الجديدة بالإضافة إلى المستعمرة الألمانية القديمة إلى غينيا الجديدة في مناطق غينيا الجديدة، لكي تصبح إقليميًا تحت وصاية أستراليا.

### الحرب العالمية الثانية

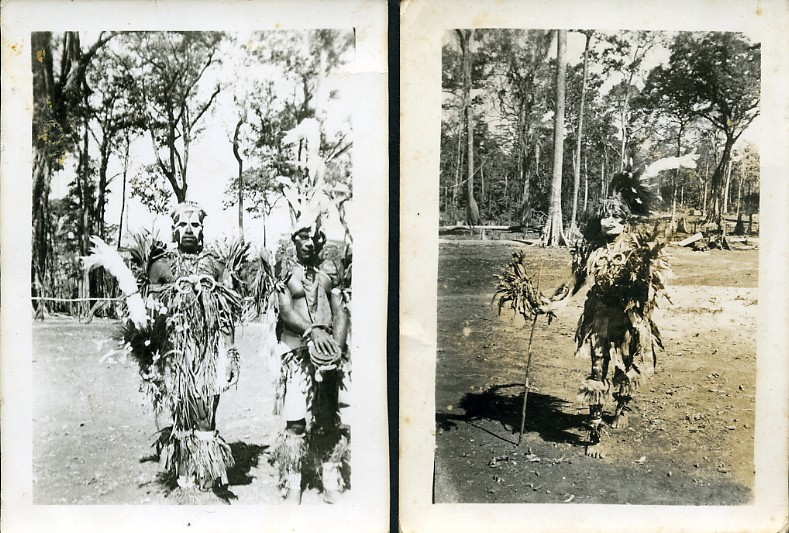
صورتان لسكان بريطانيا الجديدة الأصليين، عام 1944

أثناء الحرب لعالمية الثانية، هاجم اليابانيون بريطانيا الجديدة بعد فترة قصيرة من اندلاع الأعمال العدائية في المحيط الهادي. أثناء يناير عام 1942، قصف اليابانيون راباول بقسوة. وفي الثالث والعشرين من يناير، هبطت المارينز الياباني بالآلاف إلى الجزيرة، حيث بدأت معركة راباول. وقد استخدم اليابانيون راباول كقاعدة للمعدات الثقيلة حتى عام 1944، وقد كانت بمثابة النقطة الرئيسية للغزو الذي فشل على ميناء موريسبي (من مايو إلى نوفمبر، عام 1942).
غزت الفرقة الأولى من مشاة البحرية الأمريكية بريطانيا الجديدة في منطقة كيب غلوستر في أقصى غرب الجزيرة، وكذلك من خلال جنود الجيش الأمريكي في بعض المناطق الساحلية الأخرى. وبالنسبة لكيب غلوستر، وما بها من مستنقعات وبعوض، قالت قوات البحرية أنها كانت «أسوأ من غوادالكانال».
وقد اشتملت خطط الحلفاء على التغلب على راباول من خلال إحاطتها بالقواعد الجوية والبحرية على الجزر المحيطة بها وعلى بريطانيا الجديدة ذاتها. وقد تم التغلب على الجزيرة المجاورة الضخمة أيرلندا الجديدة بشكل تام. وجزء كبير من القصة يرويها الجانب الياباني، خصوصًا المهمتين الانتحاريتين اللتين قامت بهما مجموعة بالين (Baalen)، في كتاب شيجيرو ميزوكي قدما نحو الشهادة الكريمة لنا.

## الأشخاص والثقافة
يقع السكان الأصليون لبريطانيا الجديدة في مجموعتين رئيسيتين: سكان بابوا، الذين عاشوا في المدينة على مدار عشرات الآلاف من السنين، والأسترونيزيين، الذين وصلوا إلى الجزيرة من حوالي ألفي عام مضت. وهناك حوالي عشر لغات من لغات بابوا يتم استخدامها، بالإضافة إلى أربعين لغة من لغات الأسترونيزيين، بالإضافة إلى توك بيسين واللغة الإنجليزية. ويقتصر وجود السكان من بابوا بشكل كبير في الثلث الشرقي من الجزيرة، بالإضافة إلى جيبين صغيرين في المرتفعات الوسطى. وفي خليج جاكوينوت، في الجنوب الشرقي، يعيشون بجوار الشاطئ حيث يلتقي الشلال مباشرة مع البحر.
لقد كان عدد سكان بريطانيا الجديدة 493,585 نسمة في عام 2010. وكان الأسترونيزيون يشكلون أغلبية السكان الموجودين على الجزيرة. والمدن الرئيسية هي راباول/كوكوبو في شرق بريطانيا الجديدة وكيمبي في غرب نيو بريتين.
تضم بريطانيا الجديدة العديد من الثقافات التقليدية المتنوعة والمعقدة. وفي حين أن منطقة تولاي في راباول في شرق بريطانيا الجديدة تضم مجتمعًا يقوم على أقارب الأم، فإن المجموعات الأخرى تقوم في شكلها على أقارب الأب. وهناك العديد من التقاليد التي مازالت نشطة حتى اليوم، مثل مجتمع دوكدوك السري (والمعروف كذلك باسم توبوان في منطقة تولاي.

## الحواشي
1. ↑  Tansley، Craig (24 يناير 2009). "Treasure Islands". ذا أيج. فيرفاكس ميديا  [لغات أخرى]‏. ص. Traveller supplement (pp. 10–11). مؤرشف من الأصل في 2020-01-26. اطلع عليه بتاريخ 2009-01-27.{{استشهاد بخبر}}:  صيانة الاستشهاد: علامات ترقيم زائدة (link)